# 丁鱖
丁鱥（学名：Tinca tinca），又稱歐洲丁鱥、丁鱥、须鱥，是一種分佈於歐亞大陸（西起不列顛群島，東至鄂畢河和葉尼塞河，以至貝加爾湖，包括新疆北部额尔齐斯河流域）淡水和半咸水的鯉形目魚類，是丁鱥屬的唯一一種。通常生活在水流緩慢的淡水中，特別是湖泊和河流下游。

## 分類
本魚在傳統分類上被歸類為雅罗鱼亚科（Leuciscinae），但近期的分類已將本魚獨立一科，即丁鱥科。

## 型體
體班碩大，與鯉魚相似。體高且側扁，吻鈍，口端位，橄欖綠色，背較深，腹接近金黃色。背鰭位於腹鰭基部後上方，胸鰭短，腹部無腹棱，尾鰭不分叉，其他鰭則呈圓形。咀兩角有各一條小觸鬚。體長可達70公分，但多數體型就小得多。眼小，橙紅色。兩性異形不明顯，除了雌魚比雄魚腹部更為凸出。雄魚腹鰭的外輻肋似乎也更粗壯扁平。
鱗細，且深藏於厚皮下，使其如鰻魚光滑。西方相傳有病的魚以身體磨擦之皆可治癒，由此得到醫生魚的別名。

## 生態
此魚最常見於以黏土和泥為基底、植物豐富的平靜水域，少見於多石清澈的水域，而在快速流動的溪流裡根本就不能發現其蹤跡。能容忍含氧量低的水，甚至是鯉魚不能生存的水域。
多於夜間覓食，以連根拔起的方法食用水底的藻類和無脊椎動物。
產卵於淺水中的水生植物蕞中，綠色帶黏性的卵依附在底部。多於夏季產卵，最多可達三十萬顆。幼魚成長迅速，首年即可重達0.11公斤，即0.25磅。

## 金丁鱥

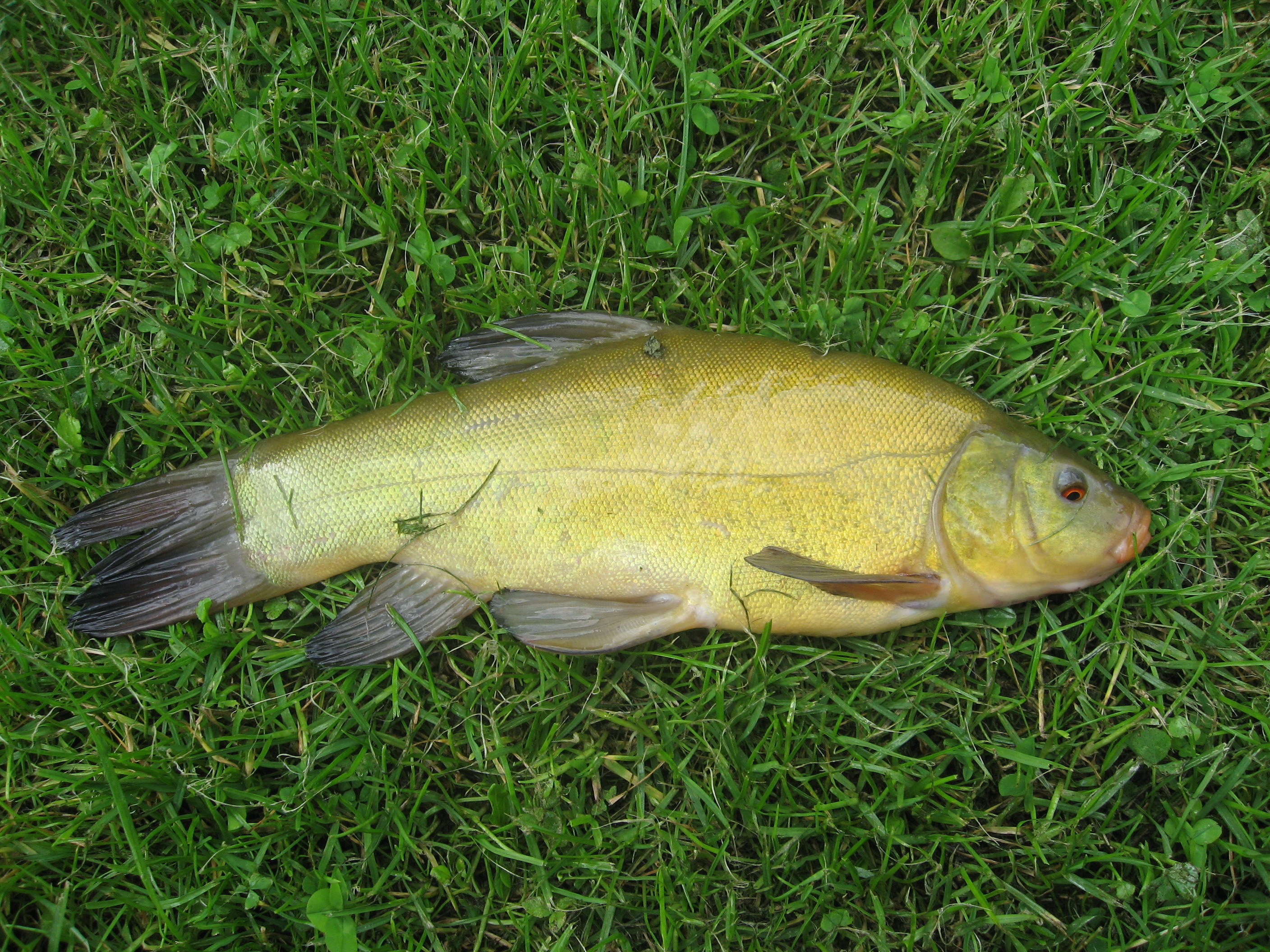
金丁鱥

金丁鱥是一種人工培養的丁鱥，是一種受歡迎的池塘觀賞魚。色調由淺金色至紅色不等，有些鰭上和脅腹部有紅黑斑點。雖然因為鱗小，因而與金魚有相似之處，其金色色澤的後者頗為不同。

## 經濟價值
丁鱥是一種食用魚，肉质细腻而坚实，而且相比于鲤鱼刺也较少，是鯉魚很好的代用品。是淡水釣魚的主要魚種，也是鱸魚等獵食性魚類的飼料。丁鱥，特別是金丁鱥，也可養在池塘作觀賞魚，有時也養在水族箱中。

## 釣法
大的丁鱥可於卵石坑或泥底、植物茂盛、水流緩慢的深水區發現。它們接受多種魚餌，但進食速度緩慢，難以上鈎。當用釣竿捕捉超過1公斤（2.2磅）重的魚時，需要花不少氣力與之搏鬥。